# جولييت غوسلين
جولييت غوسلين هي ممثلة كندية، ولدت في 15 يونيو 1991 في مونتريال في كندا.

## أعمال

### أفلام
- (2008) الشهداء

## وصلات خارجية
- جولييت غوسلين على موقع IMDb (الإنجليزية)
- جولييت غوسلين على موقع ميتاكريتيك (الإنجليزية)
- جولييت غوسلين على موقع روتن توميتوز (الإنجليزية)
- جولييت غوسلين على موقع ألو سيني (الفرنسية)
- جولييت غوسلين على موقع أول موفي (الإنجليزية)
- جولييت غوسلين على موقع قاعدة بيانات الفيلم (الإنجليزية)
- جولييت غوسلين على موقع ليتربوكسد (الإنجليزية)
- جولييت غوسلين على موقع كينوبويسك (الروسية)